# Georgeta Luchian Tudor
Georgeta Luchian Tudor (n. 6 septembrie 1934, Brăila, România – d. 26 ianuarie 2021, Craiova, România) a fost o poetă și actriță de teatru română.

## Biografie
S-a născut la Brăila, în 6 septembrie 1934. În 1963 a absolvit Institutul de Teatru, clasa profesor Ion Șahighian, asistenți David Esrig și Călin Florian in 1963. A debutat la Naționalul craiovean în rolul Fanchette, în spectacolul „Nunta lui Figaro” de Beaumarchais (1963). A fost distribuită în roluri feminine complexe: Maria Lothundiaz („Valetul de cupă” de Balzac), Cenușăreasa („Pantofiorul de aur” de E. Lițu), Ara („Arca Bunei Speranțe” de Ion D. Sîrbu), Clarice („Slugă la doi stăpâni” de Goldoni), Sanda Augustin („Amurgul acela violet” de Ion D. Sîrbu), Marion („Marion Delorme” de Victor Hugo), Domnișoara Nastasia („Domnișoara Nastasia” de G. M. Zamfirescu), Nora („Nora” de H. Ibsen), Viorica („Micul infern” de Mircea Ștefănescu). ș. a.
Actrița a jucat în spectacole regizate de cunoscuți regizori: Georgeta Tomescu, Ion Maximilian, Valentina Balogh, Cătălina Buzoianu, Petre Sava-Băleanu, Călin Florian, Riszard Sobolewski, Cristian Hadji-Culea, Daniela Peleanu, Mircea Cornișteanu, Mihai Manolescu, Silviu Purcărete și alții. Actrița a jucat alături de soțul ei, Tudor Gheorghe, în spectacolul „Micul infern”. Cei doi au fost împreună timp de 56 de ani. Cândva, Tudor Gheorghe declara: „Au fost ani frumoși, petrecuți lângă femeia care m-a îngrijit, m-a iubit și mă susține”.
În noiembrie 2013, Teatrul Național din Craiova a sărbătorit-o la împlinirea a 50 de ani petrecuți în lumea teatrului, alături de colegii săi de scenă Leni Pintea-Homeag, Emil Boroghină, Valeriu Dogaru. Într-un ultim spectacol memorabil a interpretat rolul Alice Voinescu, cunoscută intelectuală din perioada interbelică, în spectacolul „Alice nu știe să moară", adaptare de Gheorghe Truță după jurnalul scriitoarei, în regia lui Mircea Cornișteanu.
Este autoarea volumului de poezii Uneori femeile surâd (Editura Scrisul Românesc, 2011).
În anul 2018, în cadrul Zilei Municipiului Craiova, a primit titlul de Cetățean de Onoare al orașului Craiova, în semn de prețuire pentru întreaga activitate și pentru rolul său în cultura românească.